# Andreas Johannes de Wolff

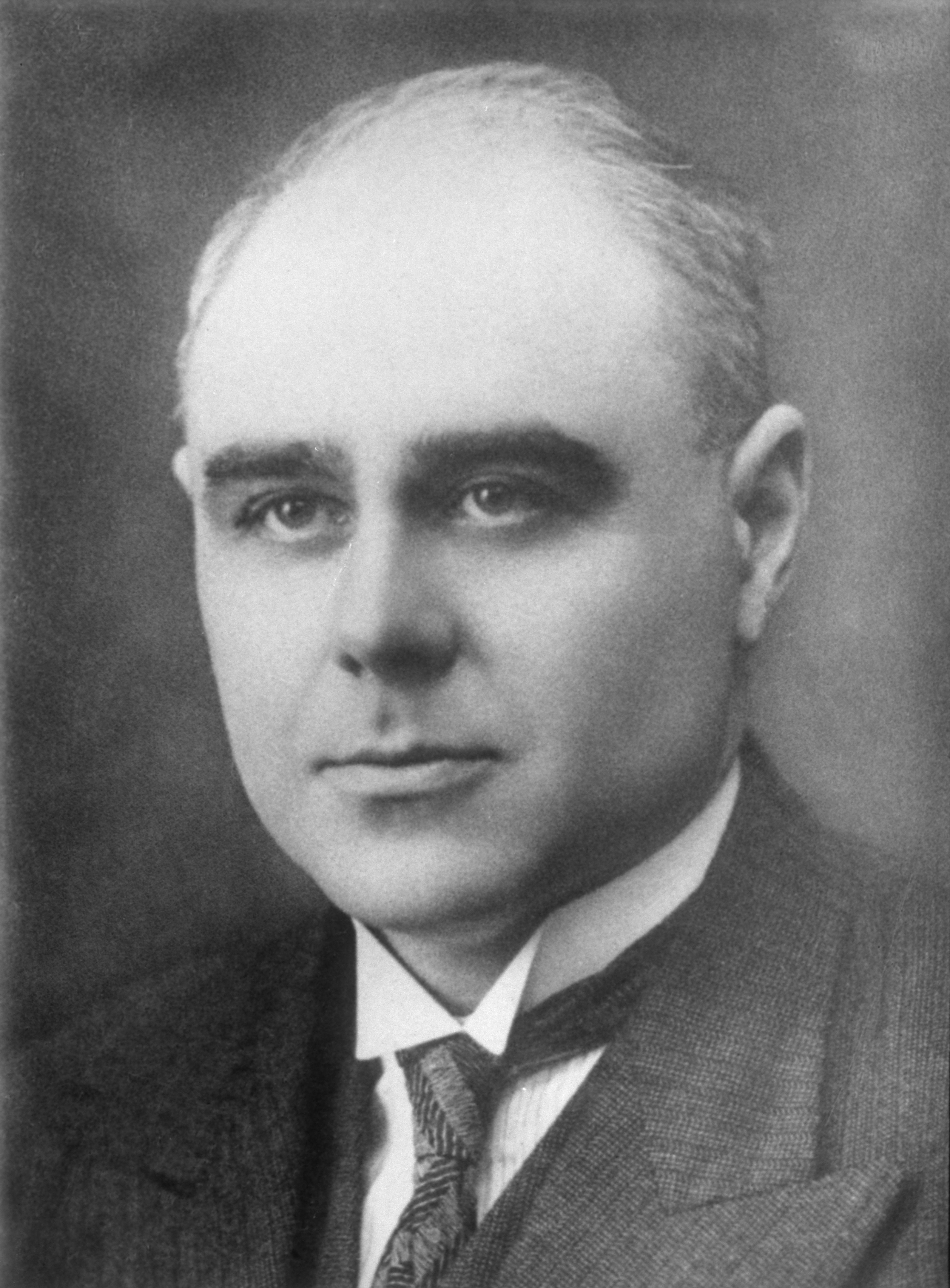
Andreas Johannes de Wolff

Andreas Johannes de Wolff (Amsterdam, 31 mei 1896 – De Bilt, 17 maart 1982)  was een Nederlands burgemeester.
Hij werd geboren als zoon van Andreas Johannes de Wolff (ca. 1856 - 1920) en Johanna Everarda Meesman. Andreas Johannes de Wolff jr. is afgestudeerd in de rechten en was in Amsterdam werkzaam als advocaat. In december 1925 werd De Wolff benoemd tot burgemeester van Diemen en in 1937 volgde zijn benoeming tot burgemeester van de gemeenten  Hei- en Boeicop en Schoonrewoerd. In november 1960 werd hem op eigen verzoek ontslag verleend. De Wolff overleed in 1982 op 85-jarige leeftijd. 